# Sport en Biélorussie
Le sport est un élément important en Biélorussie du fait de l'implication de l’État dans le domaine.
Depuis les Jeux de 1952 à Helsinki jusqu'à la fin de l'ère soviétique, la Biélorussie a participé aux Jeux olympiques dans le cadre de l'équipe olympique soviétique. Aux Jeux Olympiques de 1992 à Barcelone, la Biélorussie a participé dans le cadre de l'équipe unifiée. Elle a participé en tant que nation indépendante pour la première fois aux Jeux de Lillehammer en 1994.

## Disciplines

### Hockey sur glace
Le hockey sur glace est le sport le plus populaire du pays. Il reçoit un soutien important de la part de l’État. Il existe plus d'une trentaine de patinoires dans le pays avec plus de 4 800 licenciés.
L'Équipe nationale masculine a terminé à une quatrième surprenant aux Jeux olympiques d'hiver de 2002 à Salt Lake City.
L'élite du championnat national est composée de deux divisions : l'extraligue (division1), où évoluent 11 équipes (dont une équipe lettone) et la ligue supérieure. Le club phare de hockey du Bélarus, le « Dinamo-Minsk », prend part au championnat de la Ligue continentale de hockey (KHL).
Plusieurs joueurs biélorusses ont également joué dans la Ligue nationale de hockey en Amérique du Nord.

### Handball
L'équipe nationale masculine de handball s'est déjà qualifiée neuf fois pour la phase finale d'une grande compétition internationale (8e à l'Euro 1994, 9e au Mondial de 1995, 15e à l'Euro 2008, 15e au Mondial de 2013, 12e à l'Euro 2014, 18e au Mondial de 2015, 10e à l'Euro de 2016, 11e au Mondial de 2017, 10e à l'Euro de 2018) depuis son indépendance en 1990, tandis que leurs homologues féminines se sont quant à elles qualifiées six fois pour une phase finale (16e au Mondial de 1997, 14e au Mondial de 1999, 11e à l'Euro 2000, 16e à l'Euro 2002, 16e à l'Euro 2004, 12e à l'Euro 2008).
La Biélorussie compte et a compté quelques joueurs de talents tels que Mikhaïl Iakimovitch, vainqueur de cinq Ligues des champions, de quatre Coupes des coupes, d'une Coupe EHF ainsi que de deux Supercoupes d'Europe, ou Aleksandr Toutchkine, vainqueur de cinq Ligues des champions, d'une Coupe des coupes et d'une Coupe des Villes. On peut également citer des joueurs tels que Andrej Klimovets, Dimitri Nikulenkau ou encore Siarhei Rutenka, vainqueur de six Ligues des champions et de deux Supercoupes d'Europe, alors que chez les femmes on peut citer Elena Abramovitch ou encore Anastasia Lobach.
Au niveau des clubs, le SKA Minsk a dominé le handball biélorusse des années 1990 aux années 2000 : meilleur club soviétique des années 1980 avec six championnats et trois Coupes d'URSS remportés ainsi que, au niveau international, trois Coupe des clubs champions et deux Coupes des coupes, la formation remporta onze fois le championnat biélorusse, sept fois la Coupe de Biélorussie, six championnats d'URSS ainsi qu'une Coupe Challenge (C4) en 2013. Cependant la suprématie du SKA Minsk est stoppée par le HC Meshkov Brest qui est donc le deuxième club de Biélorussie en matière de titre : il a remporté neuf fois le championnat biélorusse et dix fois la Coupe de Biélorussie. Vers le début des années 2010, un autre club de la capitale réussit à freiner Brest : le HC Dinamo Minsk qui a remporté cinq fois le championnat biélorusse et une fois la Coupe de Biélorussie avant de disparaître à cause de problèmes financiers. Depuis lors, le leadership est assuré par le HC Meshkov Brest qui représente la Biélorussie en Ligue SEHA et en Ligue des champions.
Chez les dames, le BNTU Minsk (anciennement Politechnik Minsk), avec quasiment tous les titres remportés depuis la création du championnat, domine la compétition. Un seul autre club a remporté le championnat, le HC Gorodnichanka en 2008 avant que le HC Homiel ne remporte la compétition en 2016 et 2017.

### Tennis

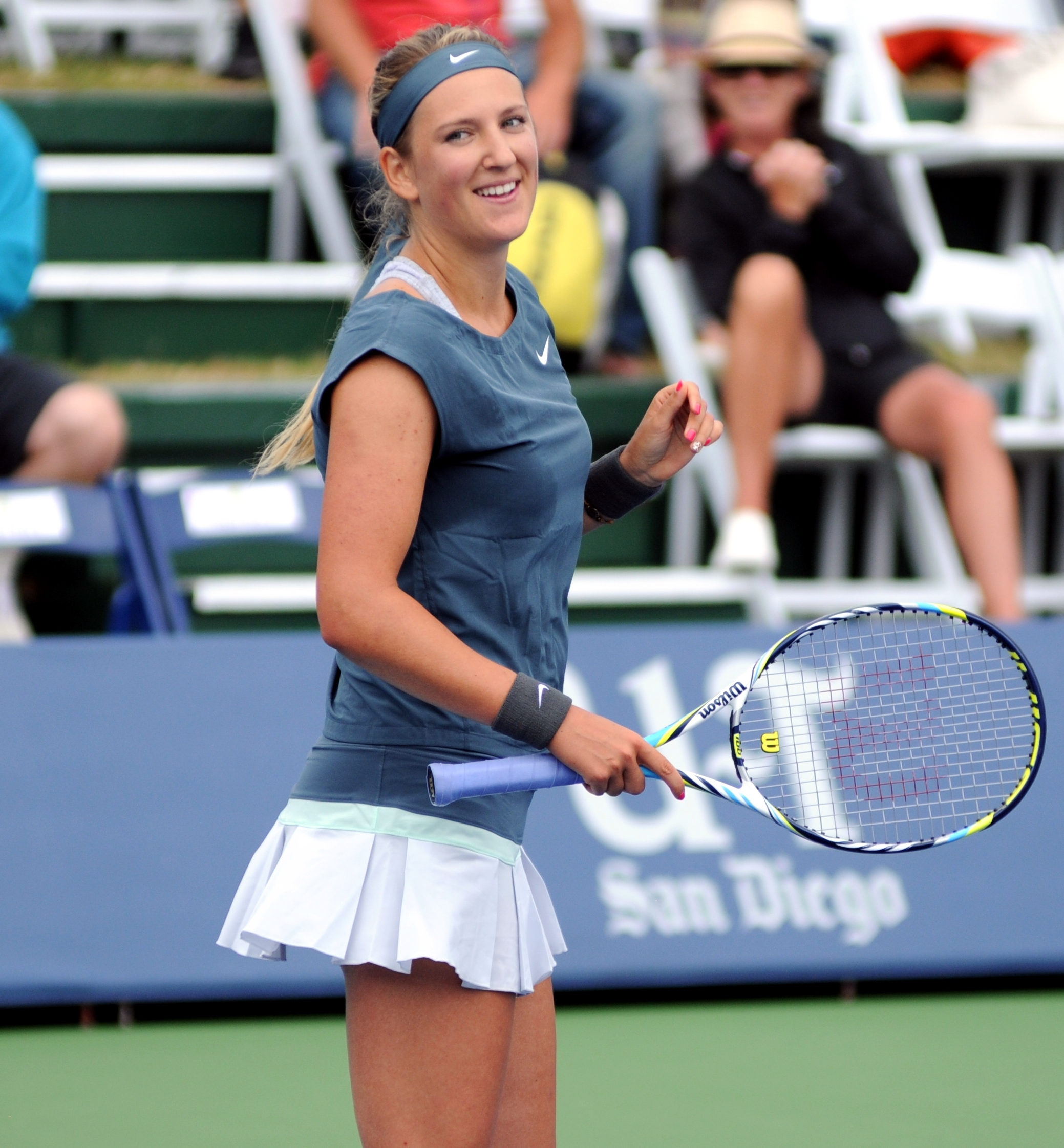
Victoria Azarenka en 2013.

Le tennis biélorusse compte de nombreux sportifs de haut niveaux tels que Victoria Azarenka.

### Football
Le football compte plus de 25 000 licenciés en Biélorussie.

### Tennis de table

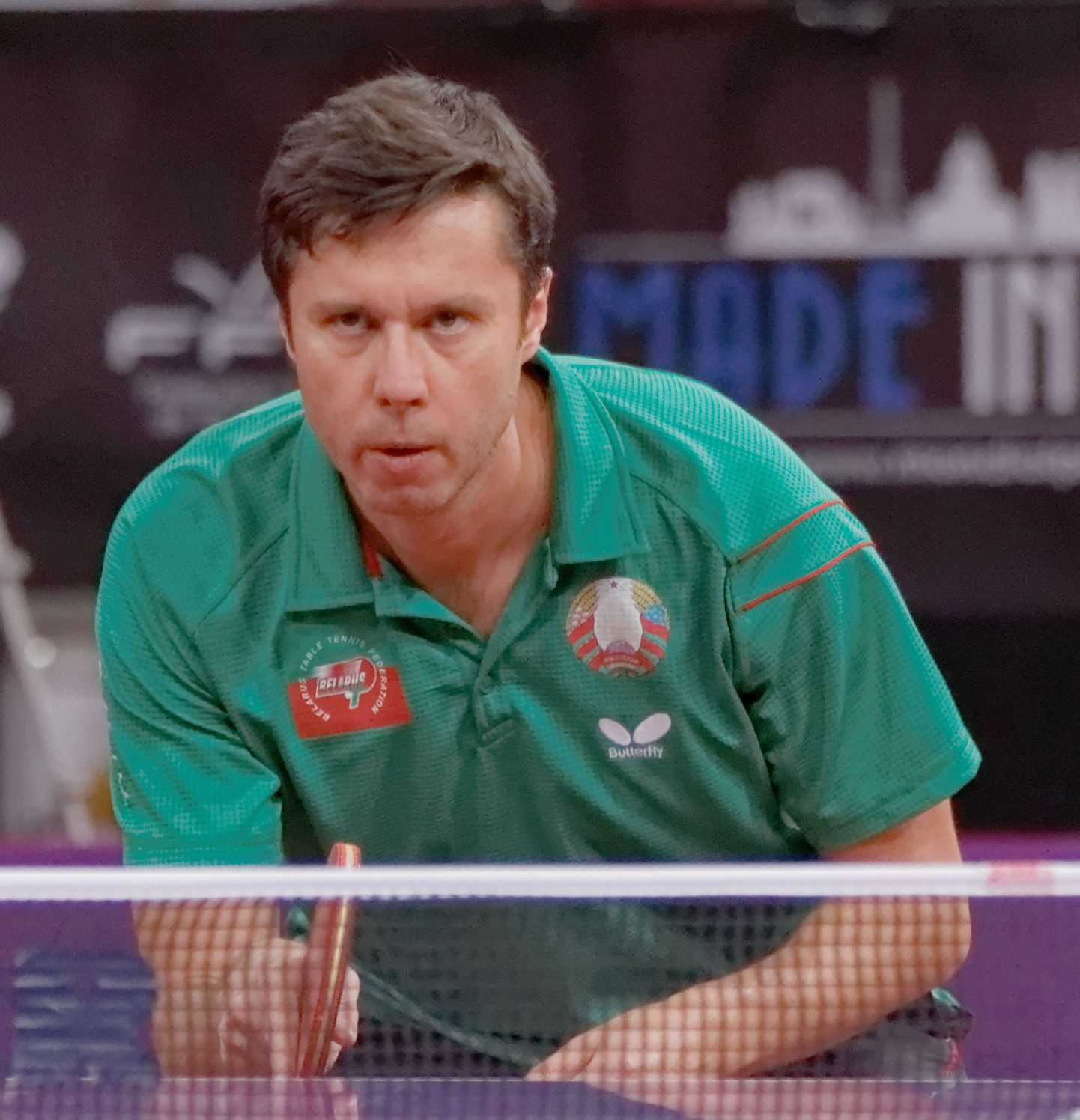
Vladimir Samsonov aux Championnats du monde de tennis de table 2013.

Vladimir Samsonov, pongiste biélorusse né en 1976, fût l'un des meilleurs joueurs au monde durant sa longue carrière s'étalant de la fin des années 1990 à aujourd'hui. Il a notamment remporté 3 fois les Championnats d'Europe de tennis de table en simple, 3 fois la Coupe du monde de tennis de table et totalise 6 participations aux Jeux olympiques.

### Autres sports
Le ski de fond est également très apprécié des Biélorusses.
Les activités de plein air sont aussi populaires (randonnée, vélo, camping, aviron...).

## Jeux olympiques
La Biélorussie a remporté un total de 93 médailles olympiques : 18 d'or, 25 d'argent et 50 de bronze.
Le Comité national olympique biélorusse est dirigé par le président Loukachenko depuis 1997 ; il est le seul chef de l'État dans le monde à occuper ce poste.